# Pátosz
A pátosz (pathosz, patosz) görög eredetű szó. Legrégebbi jelentése szerint szenvedés, megrázó testi, lelki élmény. A szó jelentése ezután változott, és értelmét a szenvedély és szenvedés között találjuk meg.

## Eredete
A retorika szó jelentése szónoklattan, ékesszólás. Az ókortól számítható a tudomány, amit akkoriban nyilvánosan gyakoroltak művelői, akár köztereken, akár ünnepi termekben egyaránt. Írásos anyagok is származnak ezekből az időkből. Arisztotelész Retorika című műve máig alapja a szónoklattannak. Célja a meggyőzés, tehát érvelő szöveg, de e mellett sok más tulajdonsággal is kell bírnia a beszédnek a hatásosság érdekében, ezért a pátosz is fontos elemét képezi.

## Besorolása
A retorikának a feladatain és részein kívül fontos jellemzője a stilisztikai megformáltság és előadásmód is, aminek fajtái:
1. Logosz- A logosz a beszéd mondanivalójának tisztaságára törekszik, a logikát veszi alapul és érvekre koncentrál.
2. Pátosz- A pátoszi beszédben a rétor önmaga irányába akar érzelmeket kiváltani. A beszélő lenyomata.
3. Étosz- Az étoszi pedig a tárgyra fektetni a hangsúlyt. A tárgy lenyomata.

Egy szónoklatra sem lehet igaz, hogy csak az egyik, vagy csak a másik stílus jellemző, általában mind a három stílust használja a rétor, ám az arányoktól függ, hogy melyik válik dominánssá. Ezzel szembe megy az idealista kommunikációs modell, mely szerint csak a logoszra kell koncentrálni, az étoszt és pátoszt viszont ki kell zárni a szónoklatból, mivel úgy csorbul annak hitelessége.

## Feladata, jellemzői
A pátosz (hév, emelkedettség, szenvedélyes lelkesedés) feladata érzelmek vagy elköteleződés előidézése, létrehozása az adott témával kapcsolatban. Emelkedett hangnemet képvisel az e fajta előadásmód, aminek célja, a hallgatóság magával ragadása és a tárgy személyessé tétele. Másik célja, hogy érzékeltesse a beszélő elhivatottságát a tárggyal kapcsolatban. Magyar példaként Petőfi Sándor: Úti levelek c. műve példázza ezt. Az előadónak mindig előre kell tájékozódnia a közönségéről, hogy beszéde megfelelő érzelmi hatásokat válthasson ki. Ide tartozik, hogy milyen körülmények között élnek, mik foglalkoztatják őket, milyen politikai nézeteket vallanak. Ezekben a beszédekben a tárgy, attitűdtárgyként jelenik meg, és a hozzá tartozó attitűdök irányának elmozdítására törekszik a rétor, szándékának megfelelően vagy pozitív, vagy negatív irányba. A logosz mellett, a pátosz alkalmazása erőteljesebbé, hatásosabbá teszi a beszédet és sikeresebb lesz a meggyőzés is. Ma az ügyvédek, színészek, politikusok, írók és költők használják leginkább a pátosz erejét.

## Lásd még
- szónoklattan
- klasszikus retorika